# 布氏繡隆頭魚
布氏繡隆頭魚，為輻鰭魚綱鱸形目隆頭魚亞目隆頭魚科的其中一種，分布於澳洲海域，體長可達7.4公分，棲息在海草生長的淺水礁石區，生活習性不明。

## 擴展閱讀
維基物種上的相關：布氏繡隆頭魚